# Glypta spectabilis
Glypta spectabilis là một loài tò vò trong họ Ichneumonidae.